# Dóra Dúró

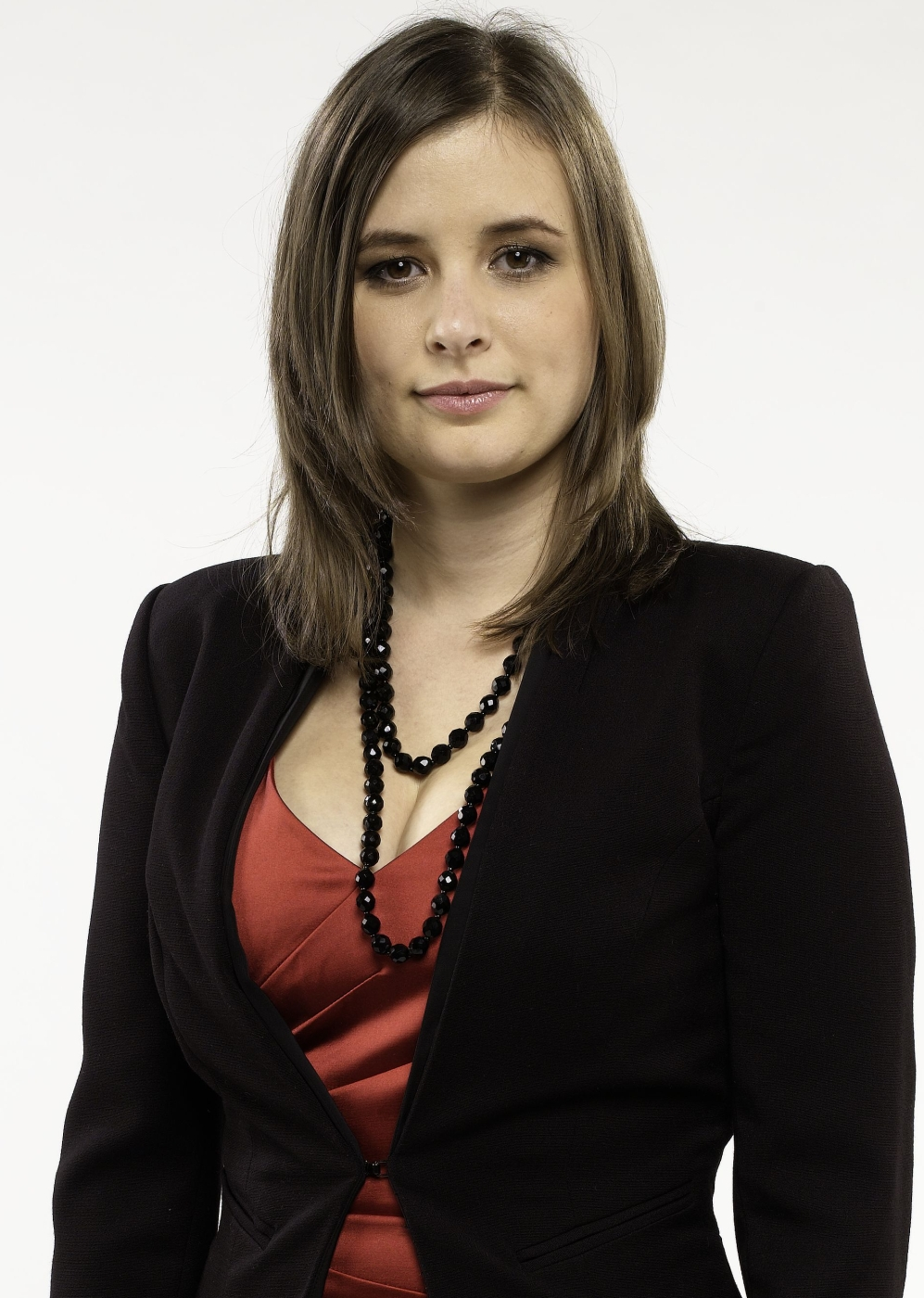
Dóra Dúró (2015)

Dóra Dúró (ungarisch Dúró Dóra; * 5. März 1987 in Szentes) ist eine ungarische Politikerin und seit der Parlamentswahl 2010 Abgeordnete des ungarischen Parlaments; seit 2022 ist sie zudem dessen Vizepräsidentin. Ursprünglich für die einstmals rechtsextreme Jobbik gewählt, trat sie 2018 aus der nunmehr in die politische Mitte gerückten Partei aus und gründete gemeinsam mit László Toroczkai als Reaktion auf dessen Parteiausschluss die rechtsextreme Partei Unsere Heimat (Mi Hazánk Mozgalom), deren Vizepräsidentin sie ist.

## Biographie
Dóra Dúró wurde 1987 im südungarischen Szentes als Tochter eines Tierarztes und einer Hausfrau geboren. Sie besuchte Schulen in Csépa, Döbrököz und Dombóvár, wo sie 2005 auch ihren Abschluss erwarb. Danach studierte sie an der Eötvös-Loránd-Universität und erlangte dort 2010 einen Bachelor in Politikwissenschaften. Später setzte sie ihr Studium an der Corvinus-Universität Budapest fort und erwarb dort einen Doktorgrad. Ihre Forschungen drehten sich um den Radikalismus in ungarischer Geschichte (u. a. um die paramilitärische Magyar Gárda und den Schriftsteller László Németh). Darüber hinaus erwarb sie an der Universität Sprachexamen in Englisch, Deutsch und Italienisch.
Dúró ist verheiratet mit dem ehemaligen Vizevorsitzenden von Jobbik, Előd Novák, mit dem sie vier Kinder hat und in Budapest lebt. Gemeinsam mit ihrem Mann gründete sie 2008 das Csengey-Dénes-Kulturzentrum in Budapest, benannt nach dem Demokratieaktivisten Dénes Csengey.

## Politische Karriere

### Jobbik
Dórá Dúro trat Jobbik bereits im Jahre 2005 bei und wurde auch Mitglied in deren Jugendorganisation. 2007 ernannte sie der Parteivorsitzende Gábor Vona zur Pressereferentin des Kampagnenstabs der Partei. 2008 wurde Dúró zur Vorsitzenden des Parteiausschusses für Bildung und Kultur gewählt. 2009 wurde sie zur anlässlich der Europawahl zur Pressesprecherin der Partei gewählt und arbeitete außerdem für den Europaabgeordneten Zoltán Balczó. 2010 wurde Dúro im Alter von 23 Jahren als Listenabgeordnete in das ungarische Parlament gewählt, wo sie bis 2018 die jüngste Parlamentarierin war. Bei den Parlamentswahlen 2014 und 2018 wurde sie jeweils wiedergewählt. Als Abgeordnete war sie von 2010 bis 2014 Mitglied im Ausschuss für Bildung, Wissenschaft und Forschung, von 2014 bis 2018 im Kulturausschuss sowie im Unterausschuss für die Würde der Frau und von 2018 bis voraussichtlich 2022 sowohl im Immunitätsausschuss als auch Vizepräsidentin des Kulturausschusses. Darüber hinaus wurde sie 2014 zur stellvertretenden Fraktionsvorsitzenden von Jobbik gewählt und war dies bis 2018. In der Legislaturperiode von 2010 bis 2014 hielt sie 247 Parlamentsreden und stellte 82 individuelle Anträge, in der Legislaturperiode von 2014 bis 2018 hielt sie 191 Parlamentsreden und stellte 170 individuelle Anträge. Insgesamt reichte sie seit 2010 in ihrer Funktion als Abgeordnete für Jobbik 729 Anträge ein.

### Unsere Heimat
2018 kam es auf dem Parteitag der Jobbik zu politischen Auseinandersetzungen. Der bisherige Vorsitzende, Gábor Vona, erklärte seinen Rücktritt als Parteichef. Zuvor war unter seinem Vorantreiben eine Deklaration vorangetrieben worden, die Jobbik aus dem rechtsextremen Milieu herauslösen und stattdessen zu einer modernen, konservativen Partei der rechten politischen Mitte formen sollte. Eine Begründung der Parteiführung für diesen Schritt lautete, dass die Partei des regierenden Ministerpräsidenten von Ungarn, Viktor Orbán von der Fidesz-Partei, im Zuge der sogenannten Europäischen Flüchtlingskrise so weit rechts stehende Positionen eingenommen habe, dass dort für Jobbik kein Platz mehr sei. Dóra Dúró gehörte zu einer Gruppe von Parteimitgliedern, die mit diesem neuen Kurs der Mäßigung der Jobbik nicht einverstanden war, und unterstützte daher László Toroczkai bei der Wahl zum neuen Parteivorsitzenden als Kandidaten des rechten Flügels. Es gelang Toroczkai allerdings nicht, diese Wahl für sich zu entscheiden. Gemeinsam mit einigen anderen Parteimitgliedern wurde Toroczkai aus der Partei ausgeschlossen. Als Reaktion darauf gründeten Dúró und Toroczkai die neue Partei Unsere Heimat, die sich sowohl rechts von Jobbik als auch von Fidesz positioniert. Als Reaktion auf den Parteiaustritt von Dúró verlor Jobbik wiederum mehrere Kommunalpolitiker, die sich ebenfalls der neugegründeten Partei anschlossen. Dúró ist Vizevorsitzende der Partei.
Forderungen aus der Jobbik, ihr Parlamentsmandat abzugeben kam Dúró nicht nach. Sie beabsichtige, zu der Europawahl 2024 auf dem Listenplatz 2 der Partei zu kandidieren. Laut des Parteivorsitzenden sei ihre Kandidatur jedoch nur symbolischer Natur und ihrer Popularität geschuldet – Dúró selbst beabsichtige angesichts der Geburt ihres vierten Kindes nicht, das Mandat im Falle einer erfolgreichen Wahl anzunehmen. Im Zuge der Parlamentswahl 2022 wurde sie über die Liste von Unsere Heimat erneut ins ungarische Parlament und von diesem darüber hinaus erstmals zur Vizepräsidentin des Parlaments gewählt.

## Politische Positionen und Kontroversen
Dóra Dúró galt während ihrer Mitgliedschaft in der Jobbik gemeinsam mit ihrem Ehemann als Teil des rechten Flügels der Partei und Gegnerin des Reformerkurses des Parteivorsitzenden Gábor Vona. Als größte Gefahren für Ungarn sieht sie die Emigration junger Ungarn und die LGBT-Bewegung. Der Regierungspartei Fidesz und ihrer ehemaligen Partei Jobbik wirft sie vor, sie würden das Problem junger Menschen, die Ungarn aus finanziellen Gründen verlassen und vor allem in andere Länder der Europäischen Union ziehen, herunterspielen. Dúró sieht darin eine „demographische und ökonomische Katastrophe“. Homosexualität lehnt Dúró ab. So äußerte, dass sie nicht nur gegen die gleichgeschlechtliche Ehe und die eingetragene Lebenspartnerschaft sei, sondern dass sie auch den Christopher Street Day und „homosexuelle Propaganda“ verbieten würde. Darüber hinaus lehnt sie Abtreibungen ab, definiert menschliches Lebens als beginnend mit der Empfängnis und setzt sich daher für ein sogenanntes Herzschlaggesetz ein, wonach vor Vornahme eines Schwangerschaftsabbruchs ärztlich überprüft werden müsste, ob das Kind bereits einen Herzschlag hat. Während der weltweiten COVID-19-Pandemie 2021 kritisierte sie die Regierung unter Orbán für ihre strengen Maßnahmen und vor allem für Schulschließungen, weil diese sowohl Familien als auch Lehrer in äußerst schwierige Lagen bringe. Darüber hinaus forderte sie, dass die finanziellen Profiteure der internationalen Seuchenkrise eine Solidaritätssteuer zu entrichten hätten, und nannte als Beispiele Pharmaunternehmen, Techunternehmen, Kasinos und internationale Onlinehandelsunternehmen.
Dóra Dúró erregte 2020 internationales Aufsehen und stand verstärkt in der Presseberichterstattung, nachdem sie auf einer Pressekonferenz ihrer Partei vor laufenden Kameras ein Buch geschreddert hatte. In dem Buch mit dem deutschen Titel „Märchenland für alle“ werden bekannte Volksmärchen auf eine Weise adoptiert, dass die Protagonisten der Geschichten von homosexuellen Charakteren, Migranten, Sinti und Roma oder Menschen mit Behinderung dargestellt werden. Dúró bezeichnete das Buch als „homosexuelle Propaganda“ und einen „Angriff auf ungarische Kultur und Kinder“. Über diese Aktion erlangte sie über Ungarn hinaus Bekanntheit. Im August 2022 ließ sie in ihrem Parlamentsvizepräsidentinnenbüro eine Büste Miklós Horthys, österreich-ungarischer Admiral, langjähriges faktisches Staatsoberhaupt des Königreichs Ungarn und in der ungarischen Öffentlichkeit rege umstrittene Persönlichkeit, aufstellen.